# Lamatokan
Lamatokan is een bestuurslaag in het regentschap Lembata van de provincie Oost-Nusa Tenggara, Indonesië. Lamatokan telt 1181 inwoners (volkstelling 2010).